# Toxocarpus longistigma
Toxocarpus longistigma är en oleanderväxtart som beskrevs av Robert Wight, Amp; Arn. och Ernst Gottlieb von Steudel. Toxocarpus longistigma ingår i släktet Toxocarpus och familjen oleanderväxter. Inga underarter finns listade i Catalogue of Life.